# (4439) Muroto
(4439) Muroto (1984 VA) – planetoida z pasa głównego asteroid okrążająca Słońce w ciągu 5 lat i 138 dni w średniej odległości 3,07 j.a. Została odkryta 2 listopada 1984 roku.